# Jam/Tactics
〈Jam/Tactics〉는 THE YELLOW MONKEY의 9 번째로 발매된 싱글이다. 이 싱글은 더블A면이다.

## Jam
만약, 〈THE YELLOW MONKEY〉이라는 국가가 있다면, 〈Jam〉는 그 나라의 국가이다. 보컬의 Lovin는 그렇게 말하고 있다. 이 노래의 모티프는 데이비드 보위가 모트 더 후플을 위해 만든 〈All the Young Dudes〉이다.
〈Jam〉의 가사는 비행기 추락사고 부분이 특히 주목 받고 있다. 어느날, Lovin는 텔레비전을 보고 있었다. TV는 비행기 추락사고 소식을 보도했다.
뉴스 캐스터가 기쁜 듯이 미소를 보였다. 뉴스 캐스터가 말했다.
승객 중에는 일본인은 없어요.

Lovin는 뉴스 캐스터의 미소를 부조리하다고 생각했다. Lovin는 이 부조리를 가사로 썼다.
그러나 그에게 가장 중요한 것은 마지막 가사 〈너를 만나고 싶다 ~ 〉이다. 〈너〉이란 그의 딸이다.

## Tactics
〈Tactics〉는 앨범 《Four Seasons》 (1995년 11월 1일)에 수록되었다. 1996년, TV 애니메이션 《바람의 검심》의 엔딩 노래가되었.

## 수록곡
작사·곡: 요시이카즈야 (Lovin) / 편곡: THE YELLOW MONKEY
1. Jam (5:18)
2. Tactics (4:28)
3. Jam (Karaoke) (5:18)
4. Tactics (Karaoke) (4:28)

## 커버
- Jam
  - TRICERATOPS (일본의 록 밴드)
  - 타카하시 유우
  - 무크
  - 야이다 히토미
- Tactics
  - 김동식 (《바람의 검심》의 가수)
  - Lex Lang (《바람의 검심》의 가수)
  - Ricardo Silva (《바람의 검심》의 가수)
  - M.O.E. (하타노 와타루과 테라시마 타쿠마의 음악 유닛)